# Gaetulia nigrocarinata
Gaetulia nigrocarinata är en insektsart som beskrevs av Fowler 1900. Gaetulia nigrocarinata ingår i släktet Gaetulia och familjen Nogodinidae. Inga underarter finns listade i Catalogue of Life.